# Thymus coriifolius
Thymus coriifolius — вид рослин родини глухокропивові (Lamiaceae), ендемік Закавказзя (Грузія, Вірменія, Азербайджан).

## Опис
Напівчагарник. Листки черешчаті, довгасто-ланцетні, голі, знизу виразно жилчасті. Суцвіття головчасті, густі. Чашечки волосаті; чашолистки ланцетні.

## Поширення
Ендемік Закавказзя (Грузія, Вірменія, Азербайджан).